# مايك فرينش
مايك فرينش (بالإنجليزية: Mike French)‏ هو لاعب اللاكروس أمريكي، ولد في 13 مايو 1953.